# مصطفي الطنطاش
مصطفي الطنطاش هو لاعب كرة قدم تركي في مركز الهجوم، ولد في 1939 في Kartepe ‏ في تركيا، وتوفي في 11 نوفمبر 2010. لعب مع بورصة سبور.